# Monument de Frédéric Chopin (Varsovie)
Le monument de Frédéric Chopin à Varsovie est une grande statue de bronze représentant le compositeur et pianiste polonais Frédéric Chopin (1810–1849), qui se trouve aujourd'hui dans la partie supérieure du parc des bains royaux de Varsovie (également connu sous le nom de parc Łazienki), à côté de l'avenue Ujazdów.

## Histoire
La sculpture a été conçue en 1907 par Wacław Szymanowski pour être érigée à l'occasion du centenaire de la naissance de Chopin en 1810, mais son exécution a été retardée par la controverse sur le projet, puis par le déclenchement de la Première Guerre mondiale. La statue a finalement été coulée et érigée en 1926. Parmi les membres du jury qui ont sélectionné le projet gagnant figuraient des personnalités telles qu'Antoine Bourdelle, Józef Pius Dziekoński et Leopold Méyet.

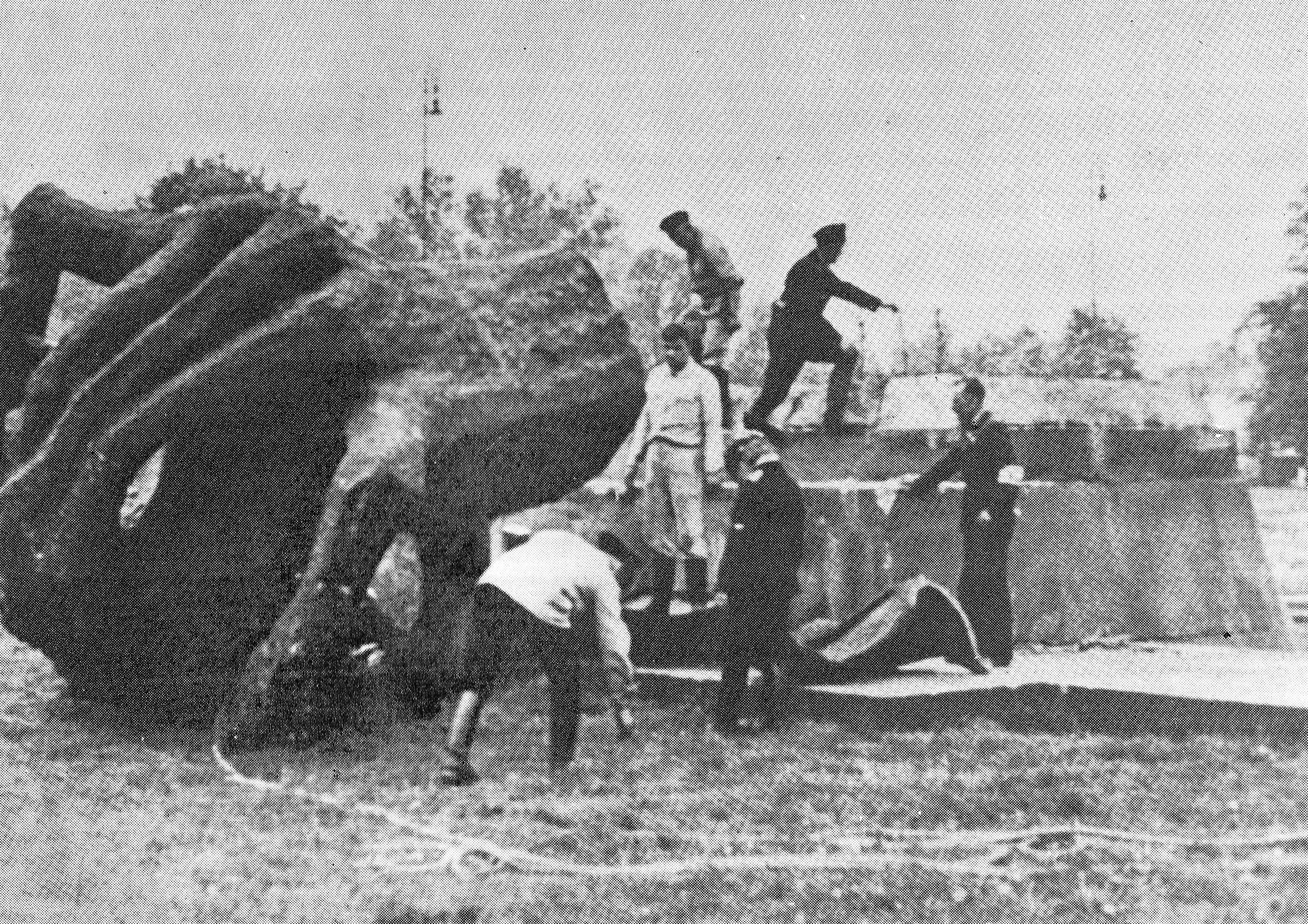
La statue détruite par les Allemands (1940).

La statue a été dynamitée le 31 mai 1940, pendant la Seconde Guerre mondiale, sur ordre du gouverneur général Hans Frank, et a ainsi été le premier monument à avoir été détruit par les Allemands à Varsovie. Selon la légende locale, le lendemain, une pancarte manuscrite a été retrouvée sur le site, sur laquelle on pouvait lire : « Je ne sais pas qui m'a détruit, mais je sais pourquoi : pour que je ne joue pas la marche funèbre pour votre chef. »
Après la fin de la guerre, le monument a été reconstruit. L'architecte Oskar Sosnowski a conçu le piédestal et le bassin, qui sont en grès rouge de Wąchock. L'inscription sur le piédestal se lit comme suit : « La statue de Frédéric Chopin, détruite et pillée par les Allemands le 31 mai 1940, reconstruite par la Nation. 17 octobre 1946. » Une autre inscription gravée sur le monument est une citation du poème narratif d'Adam Mickiewicz Konrad Wallenrod : « Les flammes consumeront notre histoire peinte, les voleurs armés d'épées pilleront nos trésors, la chanson seule sera sauvée... »
Le moule original de la statue, qui avait survécu à la guerre, a permis d'en couler une réplique, qui a été placée sur le site d'origine en 1958. Depuis 1959, des récitals de piano gratuits de compositions de Chopin sont donnés au pied de la statue les dimanches après-midi d'été.
Le saule stylisé au-dessus de la figure assise de Chopin fait écho à la main et aux doigts d'un pianiste et à la tête de l'aigle polonais pour son extrémité droite.
Une réplique à l'échelle 1:1 de la statue de Szymanowski se trouve à Hamamatsu, au Japon. Il est également prévu d'en ériger une autre réplique le long du front de mer de Chicago, en plus d'une autre sculpture commémorant l'artiste dans le parc « Chopin » de la ville.
La statue de Szymanowski a été la sculpture de Chopin le plus grande du monde jusqu'à l'inauguration, le 3 mars 2007, d'un bronze moderniste légèrement plus haut à Shanghai, en Chine.

## Galerie

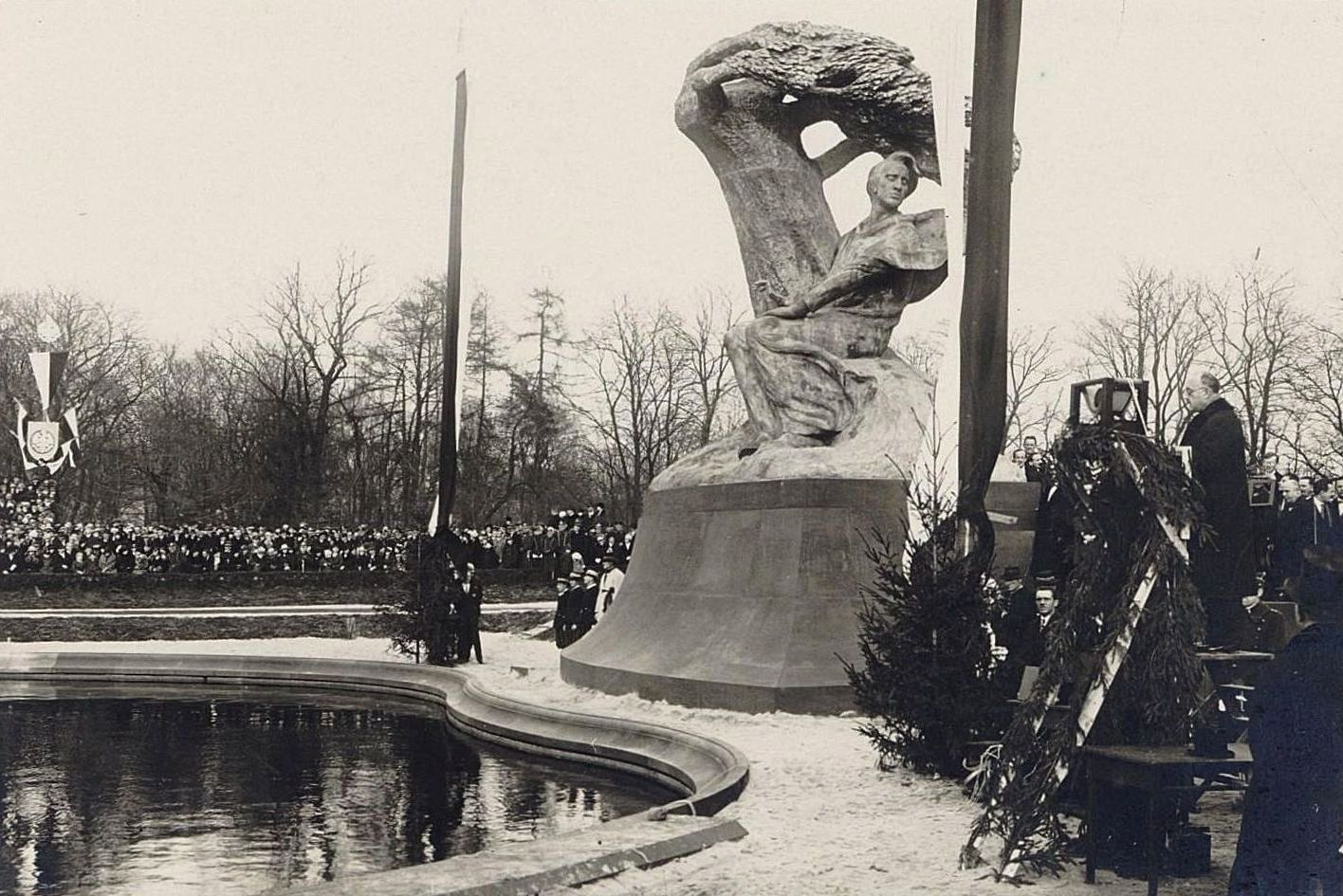
Cérémonie d'ouverture, 1926.
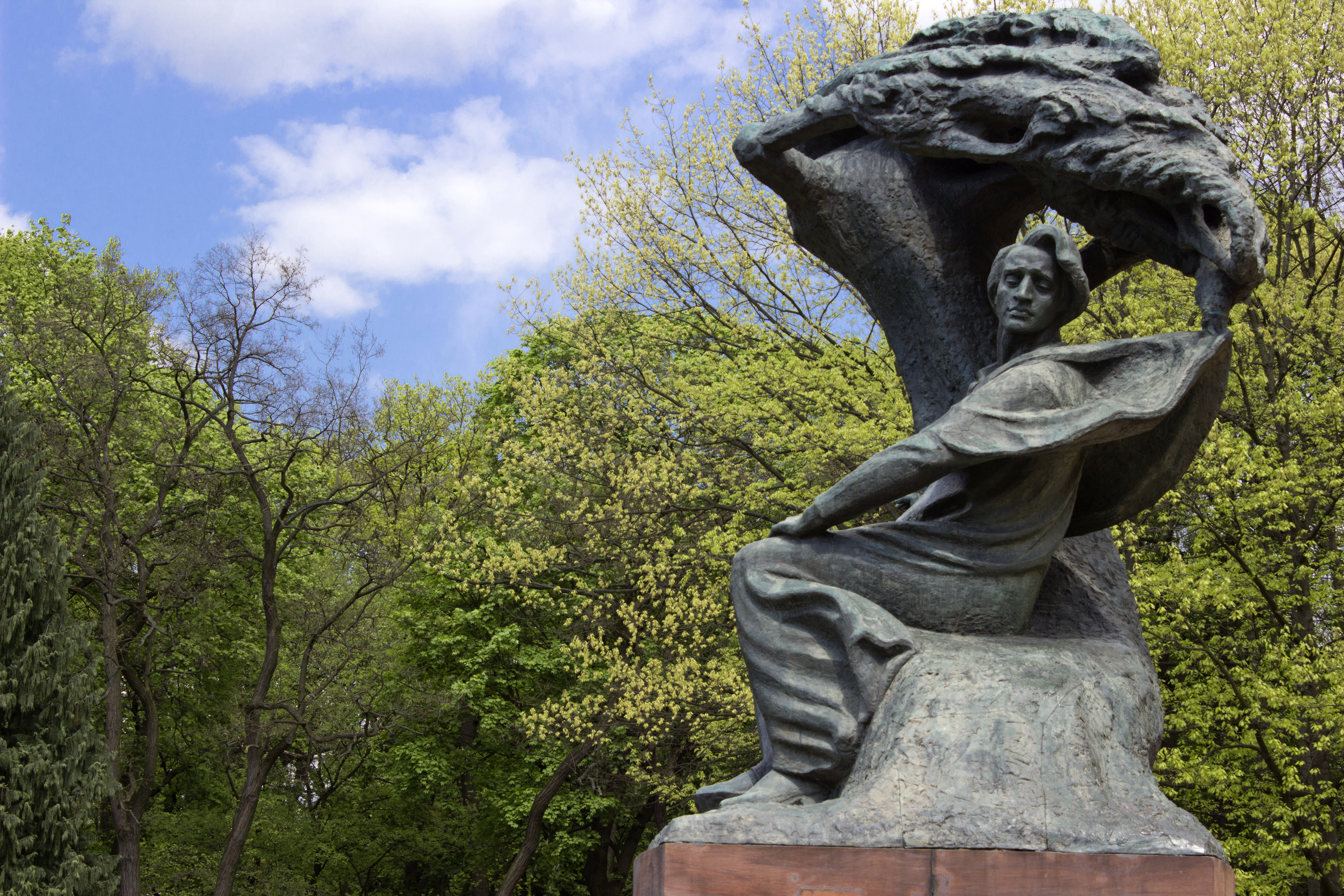
Statue de Chopin à Varsovie.
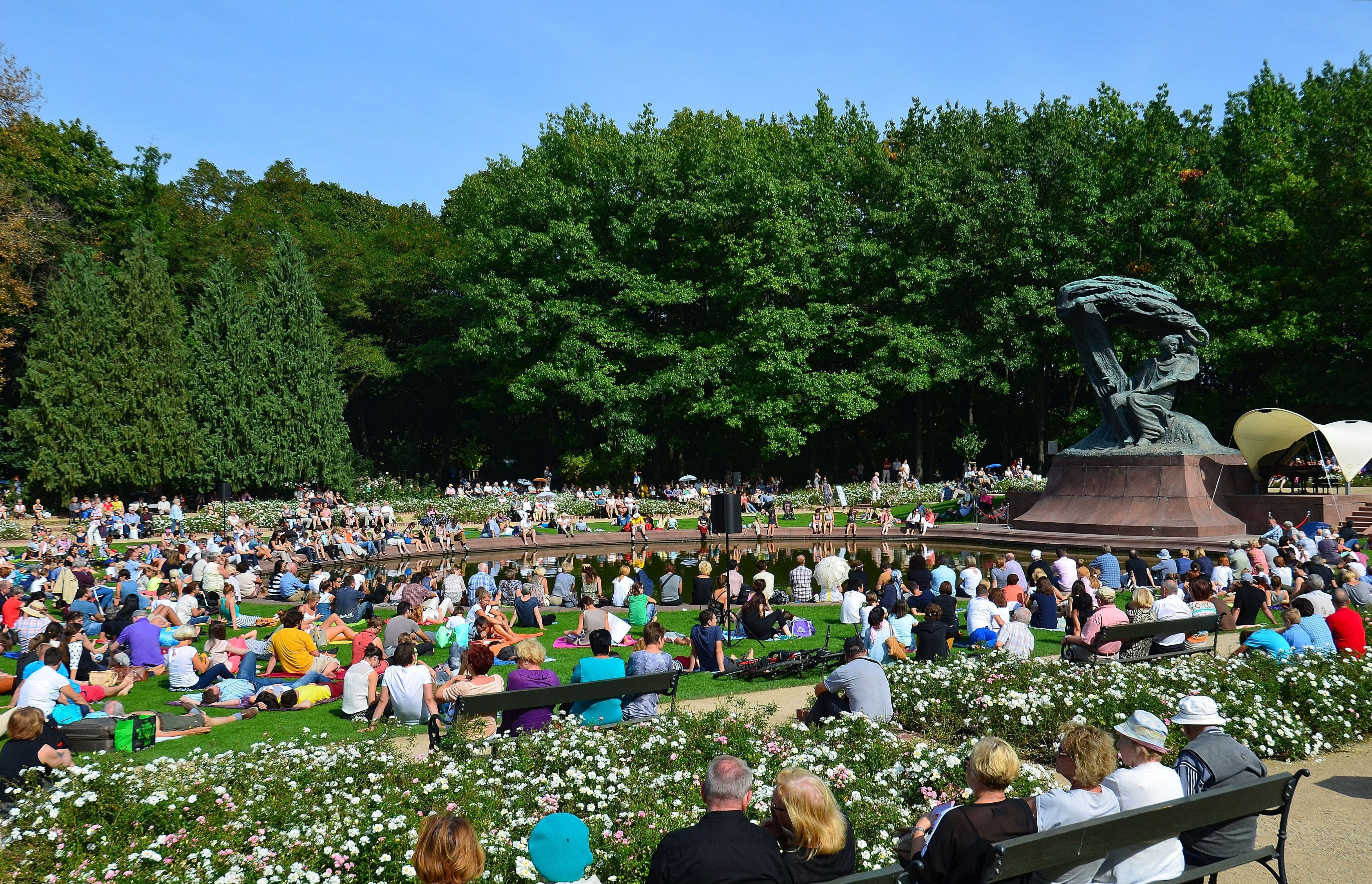
Concerts annuels d'été de piano de Chopin au parc des bains royaux.
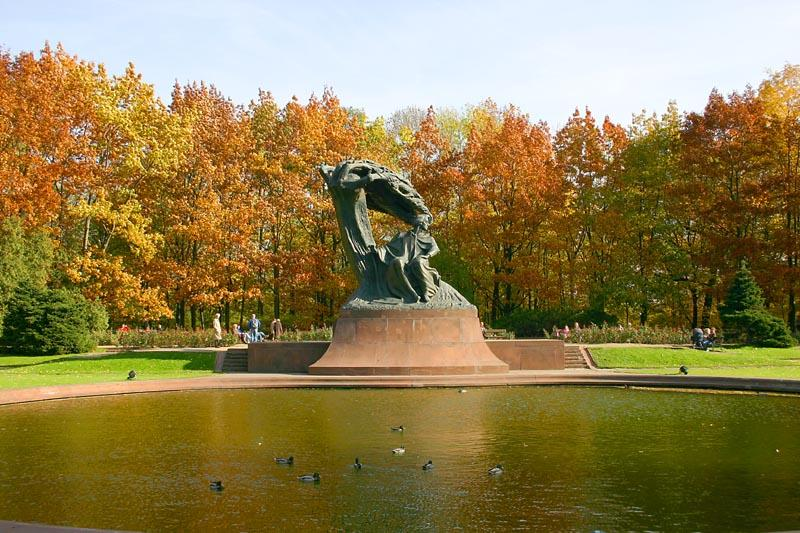
Vue générale.